# Лаутерталь
Лаутерталь (нім. Lautertal) — громада в Німеччині, знаходиться в землі Гессен. Підпорядковується адміністративному округу Гіссен. Входить до складу району Фогельсберг.
Площа — 53,61 км2. Населення становить 2302 ос. (станом на 31 грудня 2020).

## Географії

### Адміністративний поділ
Громада  складається з 7 районів:
- Дірламмен
- Айхельгайн
- Айхенрод
- Енгельрод
- Гергенау
- Гопфманнсфельд
- Майхес